# Banihāl Pass
Banihāl Pass är ett bergspass i Indien.   Det ligger i unionsterritoriet Jammu och Kashmir, i den norra delen av landet, 600 km norr om huvudstaden New Delhi. Banihāl Pass ligger 2 810 meter över havet.
Terrängen runt Banihāl Pass är bergig åt sydväst, men åt nordost är den kuperad. Banihāl Pass ligger uppe på en höjd. Runt Banihāl Pass är det tätbefolkat, med 383 invånare per kvadratkilometer. Närmaste större samhälle är Vernāg, 5,0 km nordost om Banihāl Pass. Trakten runt Banihāl Pass består i huvudsak av gräsmarker.